# Like Flies on Sherbert
Like Flies on Sherbert è il primo album in studio da solista del cantante statunitense Alex Chilton, pubblicato nel 1979.

## Tracce
Lato A
1. Baron of Love, Pt. II – 4:11
2. Girl After Girl – 2:28
3. My Rival – 3:27
4. No More the Moon Shines on Lorena – 4:35
5. I've Had It – 2:23

Lato B
1. Rock Hard – 2:42
2. Waltz Across Texas – 4:46
3. Alligator Man – 2:40
4. Hey! Little Child – 3:43
5. Hook or Crook – 2:25
6. Like Flies on Sherbert – 2:08